# Centralbadsparken

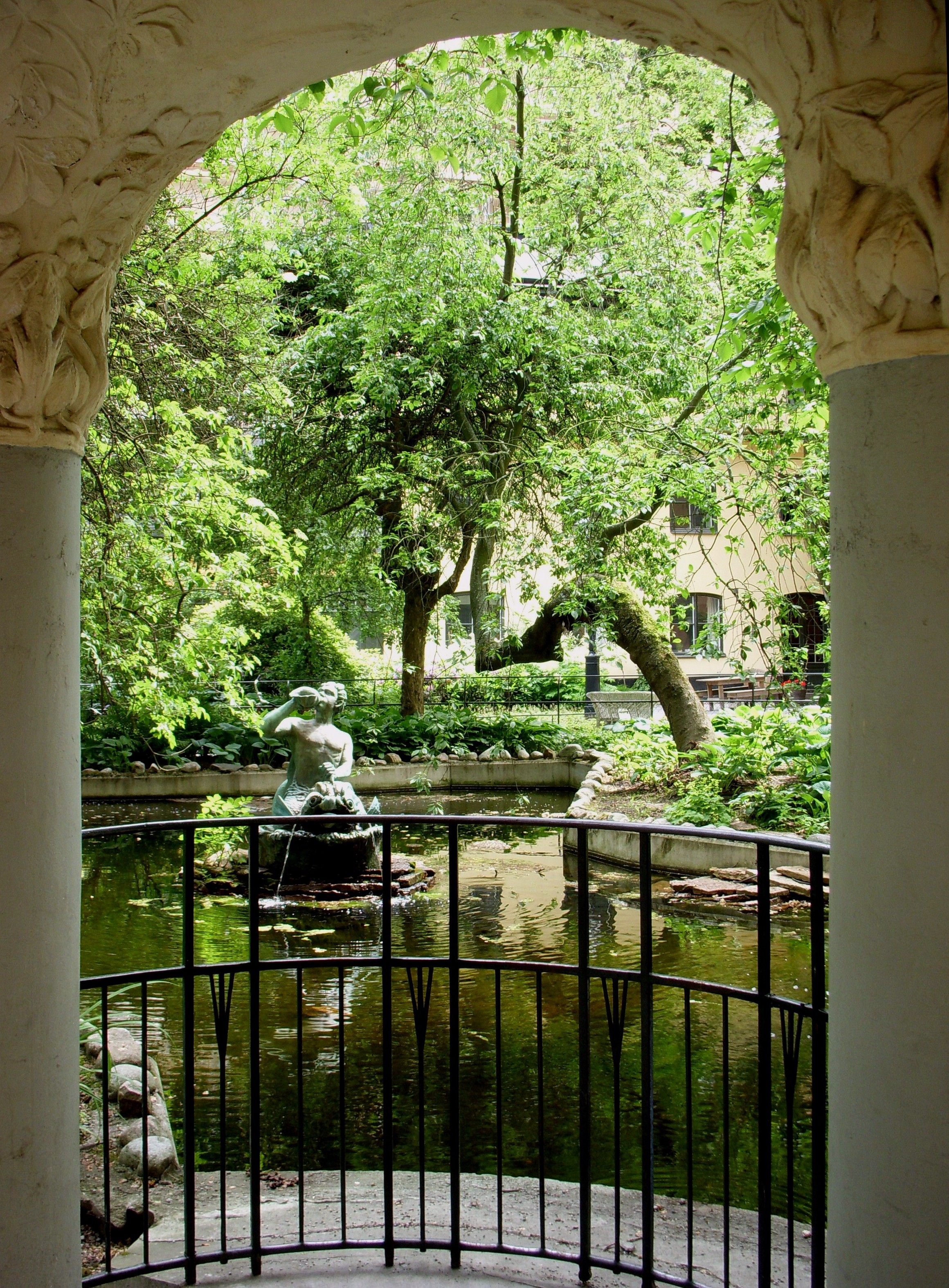
Centralbadsparken.

Centralbadsparken är en av Stockholms minsta parker och är belägen inne i kvarteret Islandet på Norrmalm i Stockholm. Kvarteret avgränsas av Drottninggatan, Adolf Fredriks Kyrkogata, Holländargatan och Olof Palmes gata. 
Parken är döpt efter Centralbadet som har ingång från Holländargatan och parken. Centralbadsparken är ursprungligen en del av trädgården tillhörande Hårlemanska malmgården. Förutom ingången via Centralbadets fastighet kan parken dagtid nås från en öppen passage från Drottninggatan. Vid ingången från Drottninggatan ligger restaurangen Rydbergs till vänster. Parkrummets östra sida domineras av Centralbadet, en utpräglad jugendbyggnad skapad av arkitekt Wilhelm Klemming, bredvid finns ett bostadshus i tidig funkis samt restaurangen Hubertus. Med undantag för en ny fastighet mot Olof Palmes gata är parkrummet omgivet av äldre, välbevarade fastigheter, däribland Hårlemanska malmgården från 1710. Bronsskulpturen i parkens fontän Triton på delfin är skapad av Greta Klemming, Wilhelm Klemmings dotter, och invigdes 1923.

## Bilder

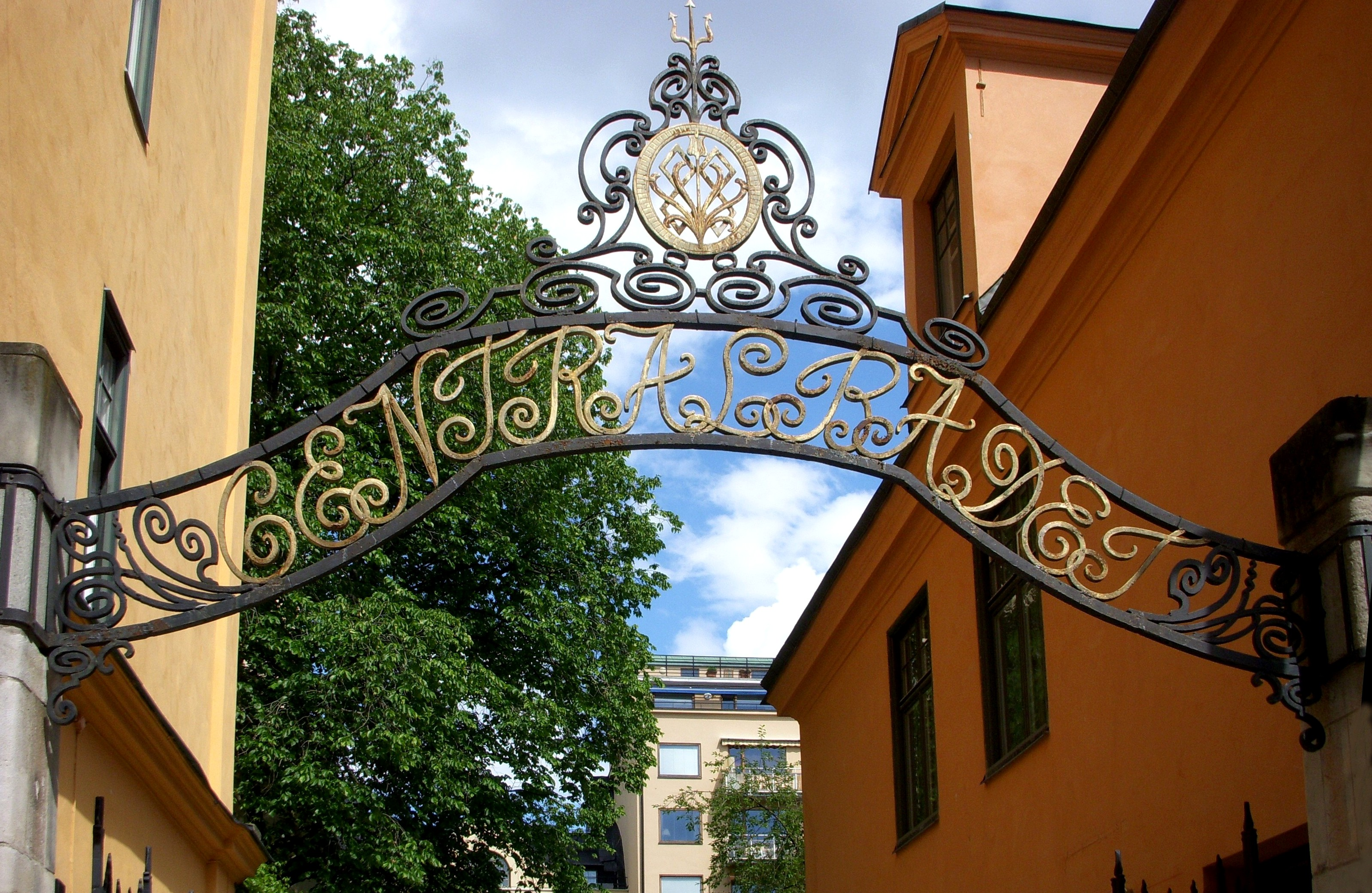
Skylt från Drottninggatan.
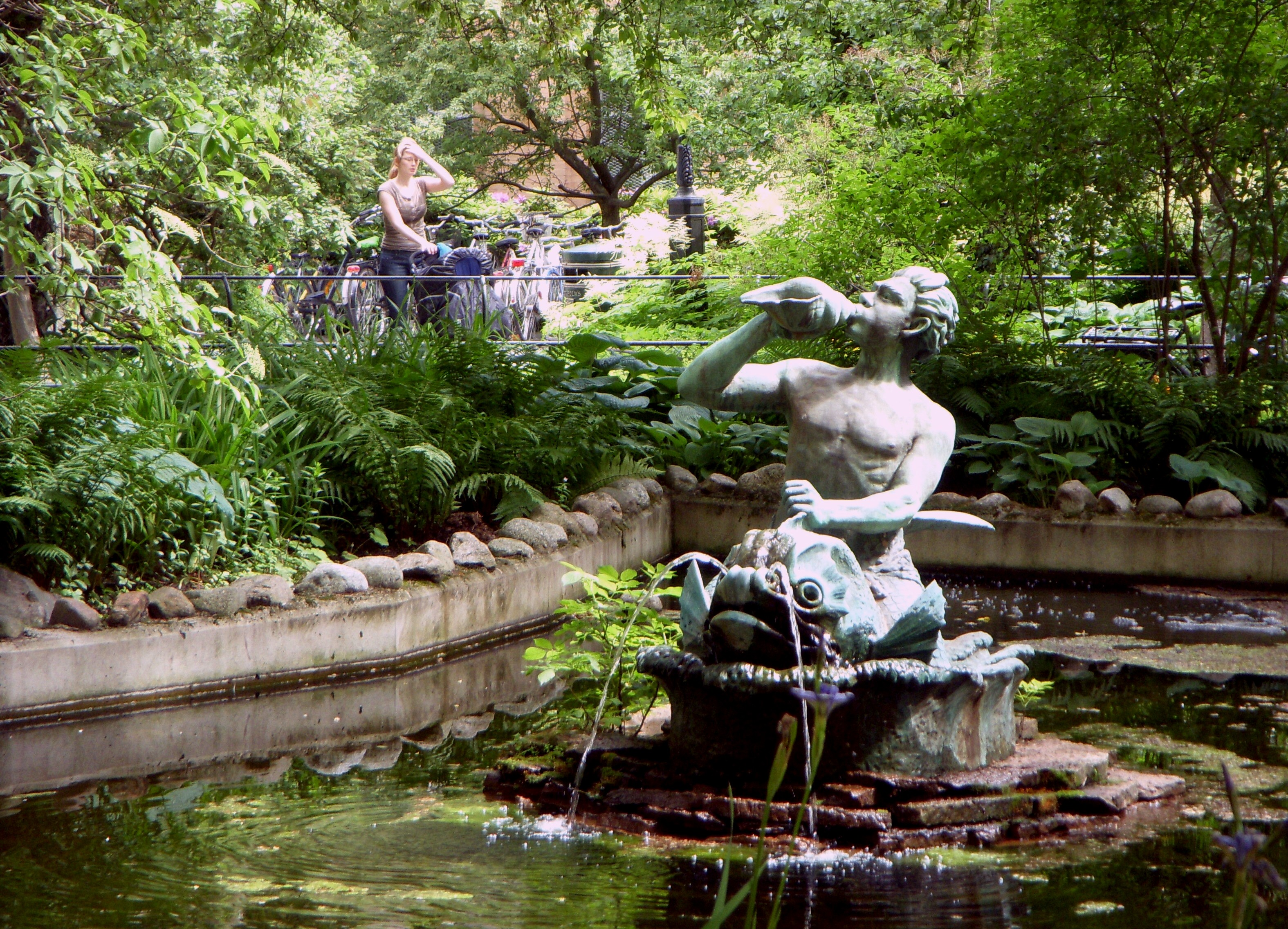
Triton på delfin.
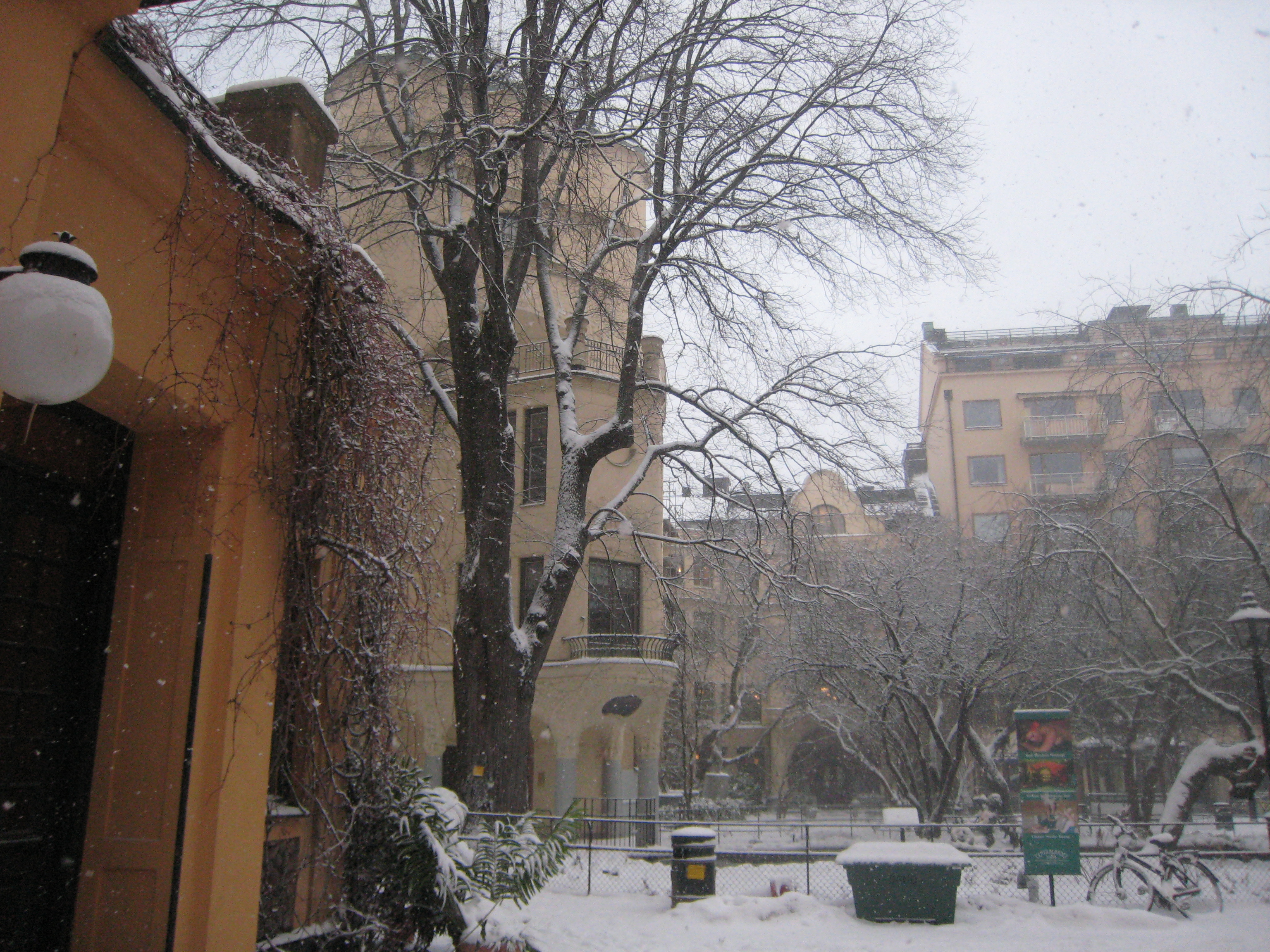
Parken på vintern.
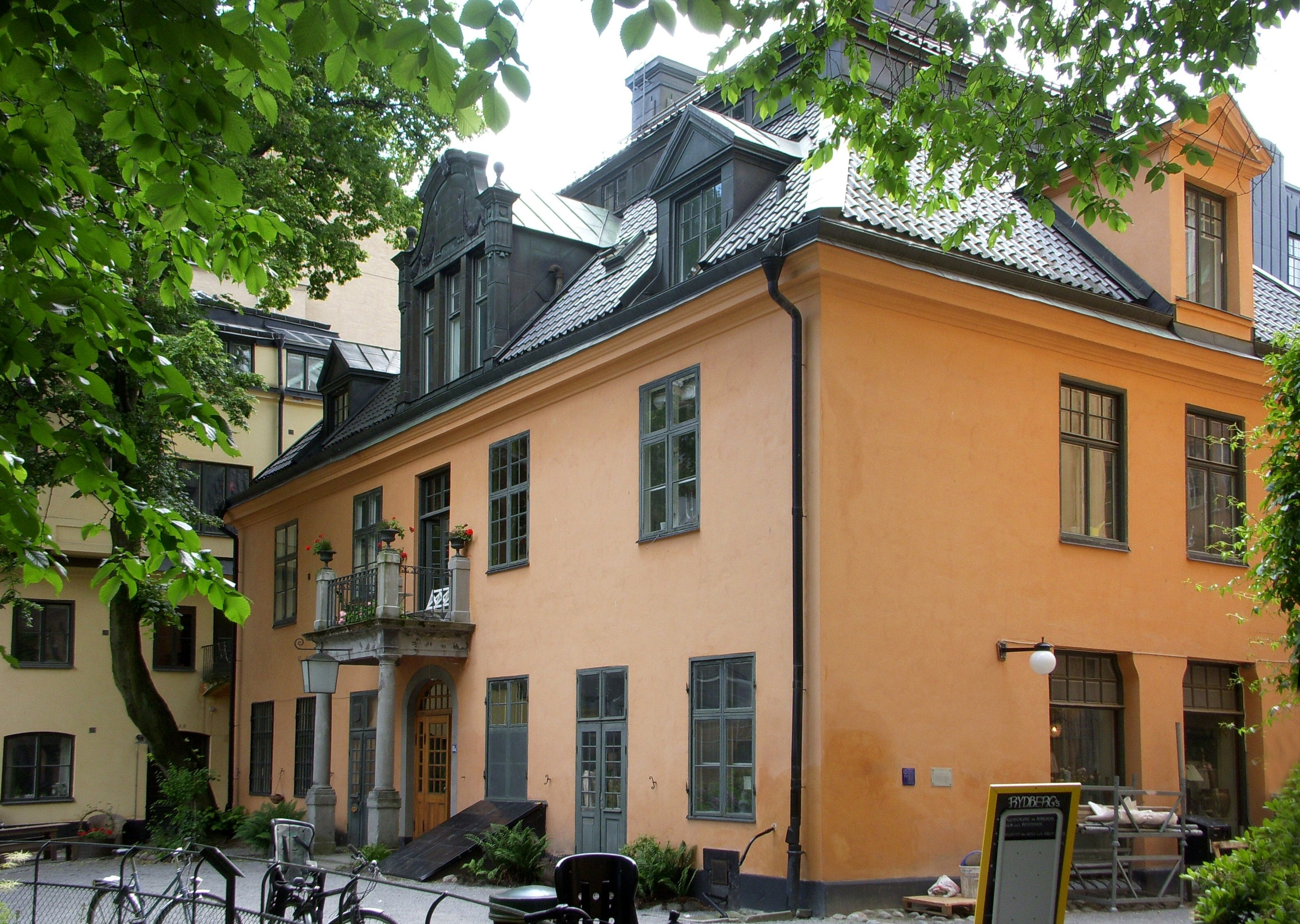
Hårlemanska malmgården.

## Parken i litteraturen
Parken och omgivande hus har en central roll i Stieg Trenters kriminalroman Tragiskt telegram.